# وائیساک
وایساس (به فرانسوی: Vaïssac) یک کامین در فرانسه است که در Canton of Nègrepelisse واقع شده‌است.

## خصوصیات
وایساس ۳۷٫۲۱ کیلومترمربع مساحت و ۷۱۸ نفر جمعیت دارد و ۷۵ متر بالاتر از سطح دریا واقع شده‌است.